# Lauri Törni
Lauri Allan Törni (Viipuri, 28 mei 1919 - Phước Sơn, 18 oktober 1965) - na zijn emigratie naar de Verenigde Staten Larry Alan Thorne - was een Fins militair. Hij diende het Finse leger tegen de Sovjet-Unie tijdens de Winteroorlog en de Vervolgoorlog, het Duitse tegen de Sovjets aan het Oostfront en dat van de Verenigde Staten tijdens de Vietnamoorlog.
Törni stierf in een helikoptercrash tijdens een missie in de bergen van Phước Sơn. Zijn stoffelijk overschot werd in 1999 gevonden en overgebracht naar de Verenigde Staten. Hij werd hier als enige voormalige lid van de Waffen-SS ooit begraven op het Arlington National Cemetery.

## Carrière
Törni werd in 1938 militair. Een jaar later werd hij uitgezonden voor de Winteroorlog. Vanwege zijn verrichtingen hier, kreeg hij een officiersopleiding. Hij diende vervolgens van 1941 tot en met 1944 in de Vervolgoorlog tussen Finland en Rusland. Nadat het Finse leger tijdens de Laplandoorlog grotendeels gedemobiliseerd raakte, werd Törni in januari 1945 gerekruteerd door een pro-Duitse verzetsbeweging in Finland. Hij reisde daarop naar Duitsland voor scholing in sabotage. Het was de bedoeling dat hij een verzet op poten kon zetten mocht Finland bezet worden door de Sovjets. Toen die aanvielen bij Schwerin, werd Törni lid van een Duitse eenheid om terug te vechten. Hij gaf zich in de laatste fase van de Tweede Wereldoorlog over aan Britse troepen.
Na zijn terugkeer in Finland werd Törni gearresteerd door de Finse staatspolitie. Hij ontsnapte, maar werd in april 1946 opnieuw opgepakt. Hij werd vanwege lidmaatschap van het Duitse leger schuldig bevonden aan landverraad en veroordeeld tot zes jaar gevangenisstraf. Hij werd in januari 1947 opgesloten. De Finse president Juho Paasikivi verleende hem in december 1948 gratie.
Törni reisde in 1949 via Zweden en Venezuela naar de Verenigde Staten. Hier ging hij aan de slag als timmerman en schoonmaker. Hij kreeg in 1953 een verblijfsvergunning. Törni trad in 1954 in dienst bij de United States Army en veranderde zijn naam in Larry Thorne. Onder die naam werd hij lid van de Special Forces. Hij gaf hier les in skiën, overlevingstechnieken, bergbeklimmen en guerrilla-tactieken. Hij volgde zelf een opleiding aan de Airborne School.
Törni werd in 1963 uitgezonden naar Zuid-Vietnam in het kader van de Vietnamoorlog. Hij kwam aan het hoofd te staan van militaire eenheden gevormd vanuit de inheemse bevolking. Törni begon in februari 1965 aan een tweede uitzending naar Vietnam, waar hij nu adviseur onconventionele oorlogvoering werd. Als zodoende gaf hij op 18 oktober 1965 leiding tijdens een search and destroy-missie met twee Sikorsky S-58's en een vliegtuig boven bergachtig Vietcong-gebied. Een van de helikopters daalde in guur weer af om manschappen af te zetten. Die met Törni en drie Zuid-Vietnamese soldaten bleef op hoogte. Toen de eerste terugkeerde boven het wolkendek, was die van Törni verdwenen. Reddingsteams waren niet in staat om te lokaliseren waar het toestel was neergestort. Een Fins-Amerikaans team slaagde hier in 1999 wel in. Zijn stoffelijk overschot werd in 2003 ook officieel geïdentificeerd.

## Nagedachtenis
- Törni is het onderwerp van verschillende boeken, zoals Born a Soldier: The Times and Life of Larry A Thorne van J. Michael Cleverley, A Soldier Under Three Flags: The Exploits of Special Forces' Captain Larry A. Thorne van  H. A. Gill III en Tuntematon Lauri Törni ('De ongekende Lauri Törni') van Juha Pohjonen en Oula Silvennoinen.

- Törni eindigde in het televisieprogramma Suuret suomalaiset uit 2004 (de Finse versie van De grootste Nederlander) als nummer 52 in een verkiezing van de 100 grootste Finnen aller tijden. Hij werd later in een verkiezing van het tijdschrift Suomen Sotilas ('De Finse soldaat') verkozen tot meest heldhaftige van alle 191 ontvangers van de Kruis van Mannerheim-onderscheiding.[3]

- Metalband Sabaton wijdde in 2014 een nummer genaamd Soldier of 3 Armies aan Törni op het album Heroes.